# エロール・マン
エロール・マン（Errol Mann, 1941年6月27日 - 2013年4月11日）はミネソタ州ブレッケンリッジ出身の元アメリカンフットボール選手。NFLでは1968年から1978年までの11シーズンプレイした。ポジションはプレースキッカー。現在ほとんどいなくなったストレートスタイルのキッカーであった。
1968年にグリーンベイ・パッカーズに入団した。1969年からデトロイト・ライオンズに移り、1970年にはトライフォーポイントを41本全て成功させた。1976年シーズン途中から不振のフレッド・スタインフォルトに代わってオークランド・レイダースのキッカーとなり、第11回スーパーボウルではFG2本（そのうち1本は40ヤード）を決めてチームの初優勝に貢献した。1977年にはリーグトップの99得点をあげた。